# Тембенчи (озеро)
Тембенчи — проточное озеро за Полярным кругом в России, располагается на территории Эвенкийского района Красноярского края. Площадь водной поверхности — 17,1 км², площадь водосборного бассейна — 1410 км². Относится к бассейну реки Нижняя Тунгуска.
Озеро Тембенчи представляет собой узкий и длинный водоём, находящийся на высоте 416 м над уровнем моря, тектонического происхождения в ледниково-тектонической трещине южных отрогов плато Путорана. Длина озера — 18,5 км, ширина колеблется от 270 м на севере до 1,8 км на юге. Река Тембенчи впадает в озеро на севере и вытекает на юго-востоке. С востока и запада озеро окружают безлесые горы с плоской вершиной высотой до километра и выше (г. Круглая 1140 м). Постоянные населённые пункты на озере отсутствуют. Берега относительно высокие, поросшие прибрежной растительностью, более извилистая береговая линия на востоке.
Богато рыбой, водятся типичные для северных водоёмов виды рыб.
Код объекта в государственном водном реестре — 17010700311116100002084.